# Coelioxys cothura
Coelioxys cothura är en biart som beskrevs av Cockerell 1918. Coelioxys cothura ingår i släktet kägelbin, och familjen buksamlarbin. Inga underarter finns listade i Catalogue of Life.